# 시나미촌
시나미촌(일본어: 階見村)은 일본 히로시마현 고누군에 있던 촌이다. 현재의 후추시, 진세키코겐정의 일부에 해당한다.

## 역사
- 1889년 4월 1일 - 정촌제 시행에 의해 도마스촌, 시나미촌이 성립, 미즈나가촌, 오가야촌, 이나가촌, 사쿠라촌이 성립하여 조합을 결성해 관공서가 설치되었다 .
- 1895년 10월 1일 - 시나미촌을 제외한 조합촌을 합병해 시나미촌이 설치되었다.
- 1954년 3월 31일 - 구 조게정, 기요다케촌, 야노촌, 시나미촌의 일부와 합병, 조게정이 신설해 폐지되었다. 잔부는 다카후타촌에 편입

## 참고문헌
- 角川日本地名大辞典 34 広島県
- 『市町村名変遷辞典』東京堂出版、1990年